# فهرست قنات‌های شهرستان خرمدره
جدول زیر بر اساس آمار وزارت جهاد کشاورزی تهیه شده‌است. فهرست زیر قنات‌های شهرستان خرمدره در استان زنجان را نشان می‌دهد.
| نام قنات   | موقعیت                   | نزدیک‌ترین روستا | طول قنات (متر) | تعداد میله چاه | عمق مادر چاه | دبی (لیتر بر ثانیه) | سطح زیر کشت (هکتار) |
| ---------- | ------------------------ | --------------- | -------------- | -------------- | ------------ | ------------------- | ------------------- |
| تازه کهریز | بخش مرکزی شهرستان خرمدره | نصیرآباد        | ۵۰۰۰           | ۱۲۰            | ۴۰           | ۱۵                  | ۵۰                  |
| عمومی      | بخش مرکزی شهرستان خرمدره | اردجین          | ۲۵۰۰           | ۹۸             | ۲۸           | ۱۵                  | ۳۶                  |
| محمودآباد  | بخش مرکزی شهرستان خرمدره | خرمدره          | ۳۲۰۰           | ۲۰۰            | ۹۰           | ۳۵                  | ۵۵                  |
| میرزابابا  | بخش مرکزی شهرستان خرمدره | اردجین          | ۲۵۰            | ۷              | ۱۵           | ۸                   | ۱۵                  |
| کهریزدره   | بخش مرکزی شهرستان خرمدره | فلج             | ۱۰۰۰           | ۳۰             | ۱۲           | ۱۳                  | ۵۰                  |